# Zenón Franco Ocampos
Zenón Franco Ocampos (12 de maig de 1956 - 1 d'octubre de 2024) fou un jugador i escriptor d'escacs paraguaià, que tenia el títol de Gran Mestre des de 1990, durant molts anys i fins al 2007, l'únic del seu país. Tot i que representava internacionalment el Paraguai, tenia també la nacionalitat espanyola, i va residir durant molts anys a Ponteareas, Pontevedra, casat amb la també jugadora d'escacs Yudania Hernández., fins a la seva mort a Santiago de Compostel·la.
Tot i que es trobava inactiu des de març de 2013, a la llista d'Elo de la FIDE de febrer de 2015, hi tenia un Elo de 2507 punts, cosa que en feia el jugador número 3 del Paraguai. El seu màxim Elo va ser de 2541 punts, a la llista d'abril de 2004 (posició 348 al rànquing mundial).

## Resultats destacats en competició
El 1976 fou campió del Paraguai en la seva primera participació.
Fou campió Panamericà el 1981, a San Pedro de Jujuy El 1986 fou tercer a l'Obert de Sitges (el guanyador fou Marcelo Tempone).
A l'Olimpíada de Lucerna de 1982, hi guanyà la medalla d'or individual al primer tauler amb una puntuació d'11 de 13. Va tornar a repetir el mateix èxit a l'Olimpíada de Novi Sad de 1990. Va participar en total en 11 olimpíades d'escacs, des de Haifa, Israel el 1976, fins a Batumi, Geòrgia el 2018, representant el Paraguai. Va representar Espanya a l'Olimpíada d'Elistà, Rússia, el 1998.
Com a escriptor, va editar diversos llibres d'escacs per a Gambit Publications.

## Llibres
- Franco, Zenón. Chess Self-Improvement.  Gambit Publications, 2005. ISBN 1-904600-29-8.
- Franco, Zenón. Winning Chess Explained.  Gambit Publications, 2006. ISBN 1-904600-46-8.
- Franco, Zenón; Crouch, Colin. How to Defend in Chess.  Gambit, 2007. ISBN 978-1-904600-83-1.
- Franco, Zenón. Chess Explained: The Modern Benoni.  Gambit, 2007. ISBN 978-1-904600-77-0.
- Franco, Zenón. The Art of Attacking Chess.  Gambit Publications, 2008. ISBN 1-904600-97-2.
- Franco, Zenón. Grandmaster Secrets: Counter-Attack!.  Gambit Publications, 2009. ISBN 978-1906454098.